# Vergiano
Vergiano è una frazione dell'entroterra riminese che conta circa 1.500 abitanti.

## Geografia fisica
Sita a 7.0 km dal centro storico di Rimini e 9.0 km dalla spiaggia, Vergiano si sviluppa principalmente ai lati della via Marecchiese con il "Borgo dei Ciliegi", il "Ghetto Randuzzi" ed il "Ghetto Montanari", mentre nella parte più interna si estende tra le vie Mirandola e Rodella, oltre che nella zona denominata "Gaiofana di Vergiano".

## Storia
Secondo lo storico Tonini, il nome Vergiano deriva dal terreno posseduto dalla Gente Virgilia, antica famiglia romana, che ebbe la sua sede proprio in queste zone.
Probabilmente è una leggenda, tramandatasi nei secoli; pare che dopo avere subito la confisca dei terreni di Mantova, peregrinado verso il suo esilio romano, il Sommo Poeta Virgilio abbia soggiornato in una locanda di Vergiano che ha preso il nome di "Virgiliana".
Fino a pochi anni fa quel locale, che era un circolo ricreativo e si è trasformato in "Ristorante Le Ruote" era chiamato Cooperativa "Virgigliana".

## Monumenti e luoghi d'interesse

### Villa Mattioli
Sulle colline del Riminese, più precisamente a Vergiano, sorge una villa che fu costruita a metà '800 per volontà del marchese Audiface Diotallevi, che approfittò della presenza in città dell'ingegnere ed architetto Luigi Poletti dello Stato Pontificio, e che fu incaricato della costruzione.

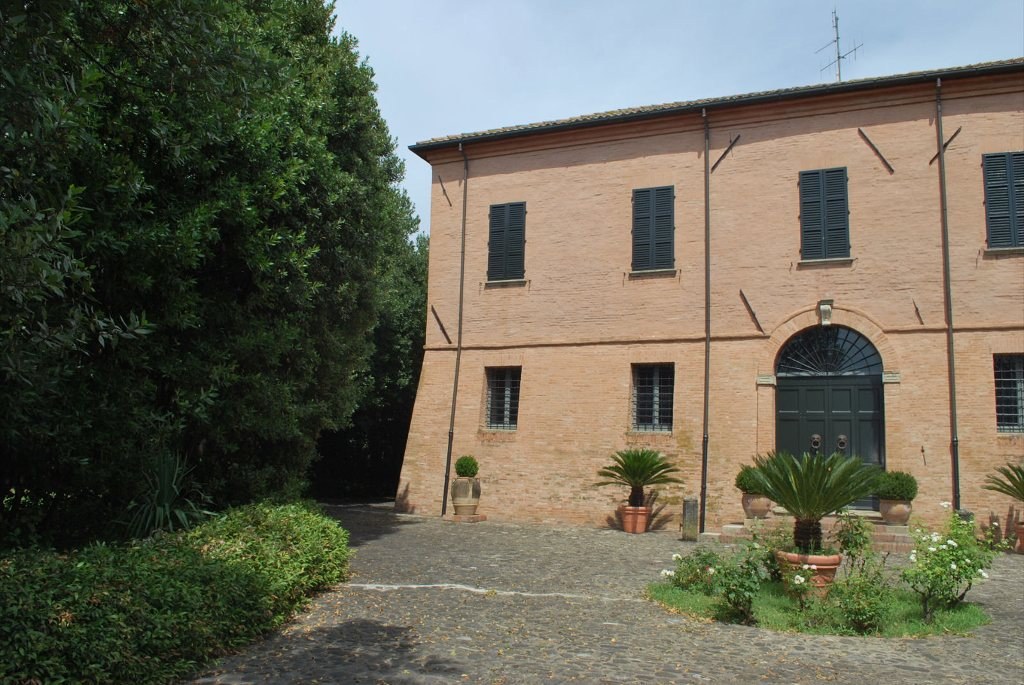
Veduta del giardino principale della Tomba di Vergiano

### Tomba di Vergiano
Dalle fonti si evince che la Tomba di Vergiano era presente sin dal 1485; dotata di torre e di un cortile era circondata da un frutteto. Le tombe erano fattorie fortificate ed avevano funzione di controllo del territorio agricolo. Sorgevano spesso su di un'altura da cui dominare il paesaggio (per questo venivano chiamate anche tumulus), ma anche in pianura, talvolta circondate da aree acquitrinose. Nel medioevo assieme a palazzi e torri hanno costituito un passaggio significativo del popolamento delle campagne.